# Cattedrale di Liegi
La cattedrale di San Paolo è il principale luogo di culto cattolico della città di Liegi, divenuto sede della diocesi di Liegi dal XIX secolo, in seguito alla distruzione della precedente cattedrale di San Lamberto nel 1795 durante la rivoluzione francese.

## Storia e descrizione

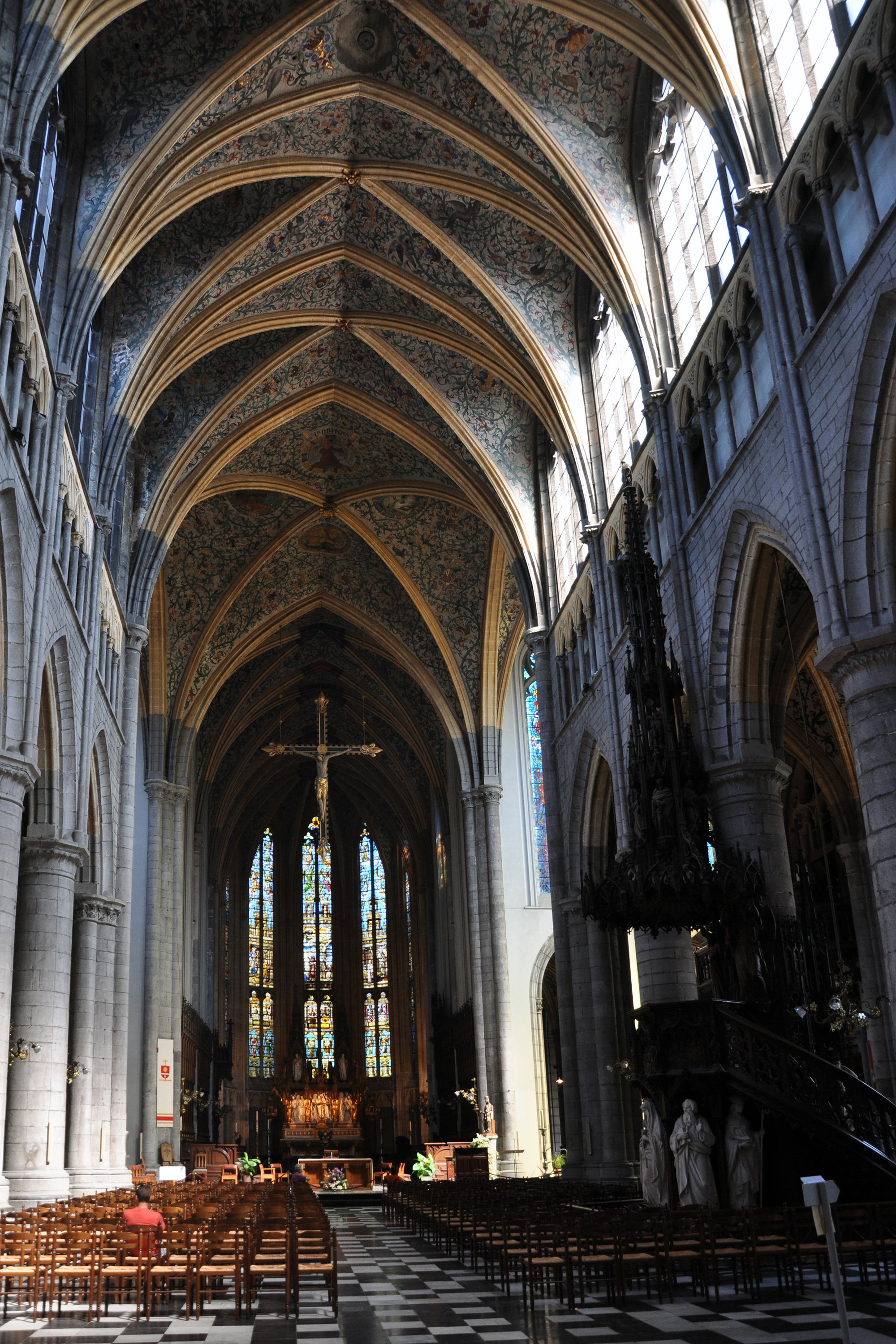
Interno della cattedrale

L'edificio odierno venne costruito, su una precedente chiesa del X secolo, fra il 1232 e il 1430, presentando tutte le fasi dell'Architettura gotica, dal Protogotico al Gotico-fiammeggiante, interpretate secondo lo stile gotico brabantino in voga nella zona. Venne restaurata nel XIX secolo, quando fu anche aggiunta la flèche sulla torre della facciata.
L'interno, grandioso e luminoso, è diviso in tre navate e coperto da splendide volte gotiche affrescate nel '500 a motivi vegetali.
Il coro e il transetto sono illuminati da preziose vetrate del XVI secolo, fra cui spiccano quelle del transetto destro. opere di Giovanni da Colonia, del 1530. Adiacente alla cattedrale si apre il Chiostro, anch'esso gotico, eretto nella metà del XV secolo.
Ricchissimo è il Tesoro che raccoglie preziose sculture e oreficerie che vanno dal XIII al XVII secolo, tra cui il reliquario di San Lamberto del Duca Carlo il Temerario di Borgogna.